# Campeonato Mineiro 1916
In 1916 werd het tweede Campeonato Mineiro gespeeld voor voetbalclubs uit de Braziliaanse stad Belo Horizonte, hoofdstad van de staat Minas Gerais. De competitie werd gespeeld van 28 mei tot 12 november en werd georganiseerd door de Liga Mineira de Desportos Terrestres, officieel heette het kampioenschap toen nog Campeonato da Cidade de Belo Horizonte. América werd kampioen. 

## Eindstand
| Plaats | Club               | Wed. | W | G | V | Saldo | Ptn. |
| ------ | ------------------ | ---- | - | - | - | ----- | ---- |
| 1.     | América            | 10   | 9 | 0 | 1 | 35:5  | 18   |
| 2.     | Atlético           | 5    | 1 | 2 | 2 | 4:7   | 4    |
| 3.     | Yale               | 2    | 1 | 0 | 1 | 1:5   | 2    |
| 4.     | Christovam Colombo | 5    | 0 | 2 | 3 | 2:10  | 2    |
| 5.     | Sete de Setembro   | 3    | 0 | 1 | 2 | 3:13  | 1    |
| 6.     | Hygiênicos         | 3    | 0 | 1 | 2 | 0:5   | 1    |

|  | Kampioen |

### Kampioen
| Campeonato Mineiro de 1916 |
| -------------------------- |
| AMÉRICA 1º Titel           |